# (10433) Ponsen
(10433) Ponsen (4716 P-L) – planetoida z pasa głównego asteroid okrążająca Słońce w ciągu 4,58 lat w średniej odległości 2,76 j.a. Odkryta 24 września 1960 roku.